# Shanghai Indoor Stadium (metrostation)
Shanghai Indoor Stadium (vereenvoudigd:上海体育馆站, traditioneel: 上海體育館站, pinyin: Shànghǎi Tǐyùguǎn Zhàn) is een metrostation van de metro van Shanghai. Het is een overstapplaats van Lijn 1 en Lijn 4. Het station ligt op loopafstand van het Shanghai Indoor Stadion. Het station wordt vaak verward met de metrohalte van het nabijgelegen Shanghai Stadion.
Fujin Road · West Youyi Road · Bao'an Highway · Gongfu Xincun · Hulan Road · Tonghe Xincun · Gongkang Road · Pengpu Xincun · Wenshui Road · Shanghai Circus World · Yanchang Road · North Zhongshan Road · Station Shanghai · Hanzhong Road · Xinzha Road · People's Square · South Huangpi Road · South Shaanxi Road · Changshu Road · Hengshan Road · Xujiahui · Shanghai Indoor Stadium · Caobao Road · Station Shanghai-Zuid · Jinjiang Park · Lianhua Road · Waihuan Road · Xinzhuang

Lijnen van de metro van Shanghai: 1 · 2 · 3 · 4 · 5 · 6 · 7 · 8 · 9 · 10 · 11 · 12 · 13 · 14 · 15 · 16 · 17 · 18 · Pujiang Line